# San Francisco Chronicle
San Francisco Chronicle er en amerikansk avis, der udgives fra San Francisco. Avisen dækker primært San Fransisco Bay Area, men distribueres i hele det nordlige og centrale Californien. Med et oplag på 312.118 på hverdage og 354.742 på søndage er Chronicle den største avis i Nordcalifornien. Den udgives i broadsheetformat.
Avisen blev grundlagt i 1865 som The Daily Dramatic Chronicle af teenagebrødrene Charles de Young og Michael H. de Young. Allerede i løbet af 1880'erne blev avisen den største avis på den amerikanske vestkyst. I dag overgås den her kun af Los Angeles Times. På landsplan er det den 12. største avis målt på oplag.
Avisen var ejet af de Young-familien frem til 2000, hvor den blev solgt til Hearst Corporation.
Avisen er anerkendt for sin høje journalistiske standard, bl.a. har journalister ved avisen flere gange modtaget Pulitzerprisen.